# Morganton (North Carolina)
Morganton er en by i det vestlige North Carolina, USA. Byen er det administrative centrum for Burke County (county seat). Byen havde godt 16.000 indbyggere ved folketællingen i 2010. og er en vigtig by i det såkaldte Hickory-Lenoir-Morganton, NC Metropolitan Statistical Area.
Ca. 8 km nord for byen har man fundet et område, der er blevet identificeret som Joara, et høvdingedømme fra Mississippikulturen som var beboet mellem 1400 og 1600 e.v.t. Senere, i 1567, anlagde spanieren Juan Pardo den første europæiske bosættelse i det indre af Nordamerika, 40 år før engelske kolonister etablerede sig i Jamestown, Virginia.

## Historie
Den ældste kendte europæiske bebyggelse væk fra kysten i det, der nu er USA, Fort San Juan, blev lokaliseret ved Joara, en tidligere beboelse fra et høvdingedømme af samme navn fra Mississippi-kulturen, som var beboet i nogle hundrede år i begyndelsen af det andet årtusinde e.v.t. Fort San Juan blev bygget i 1567 af en lille styrke spanske tropper under ledelse af Juan Pardo, som var sendt ud af guvernøren i det, der nu er South Carolina, for at finde en indlandsvej til sølvminerne i Mexico. Spanierne havde på dette tidspunkt ikke specielt godt kendskab til Nordamerikas geografi. I alt lod Juan Pardo seks forter bygge i området, og hvert af dem blev bemandet med tropper fra hans mindre og mindre ekspeditionsstyrke. Allerede 18 måneder senere, i 1868, blev Fort San Juan og de øvrige forter i området ødelagt indianere og 119 af de 120 spaniere blev dræbt.
Siden begyndelsen af 0'erne har der været foretaget udgravninger i området og de første resultater blev offentliggjort i 2004. I dag er Joara anerkendt som et vigtigt arkæologisk og historisk område nær Watersee River i den øvre del af Catawba Valley. Højbyggerierne i området menes at være påbegyndt af medlemmer af Mississippi-kulturen omkring år 1000, og de beboede området i en sammenhængende periode mellem 1400 og 1600. Senere fund af en voldgrav af europæisk konstruktion har fået forskerene til at konkludere, at disse to bebyggelser var henholdsvis Joara og Fort San Juan. Tidligere fund havde omfattet såvel spanskbyggede huse som forskellige militære artefakter. Først 200 år senere slog europæere fra de britiske kolonier sig ned i området, og etablerede Burke County i 1777.
I 1831 til 1833 var byen skueplads for en retssag og senere henrettelse, som har givet anledning til såvel sange som myter. I 1831 blev den kun 17-årige Frances "Frankie" Stewart Silver stillet for retten for i jalousi at have myrdet sin 19-årige ægtemand, Charlie Silver den 22. december 1830. Den 12. juli 1833 blev hun hængt for mordet, efter at såvel appeller som benådningsansøgninger var blevet afvist.
I slutningen af det 19. århundrede blev hovedbygningen til North Carolina School for the Deaf og Western North Carolina Insane Asylum opført som nogle af de første sociale faciliteter efter den amerikanske borgerkrig. I begyndelsen af det 20. århundrede blev det opført tekstilfabrikker, da firmaerne flyttede fra de fagforeningsdominerede områder i de nordøstlige stater til områder, hvor fagforeningerne ikke havde så stor indflydelse. I dag er de fleste tekstilfabrikker flyttet til lande uden for USA.
Den 31. januar 2006 skete der en eksplosion på kemikaliefabrikken Syntron Inc. En dampreaktor eksploderede med et brag, der kunne høres 80 km væk. 14 mennesker blev såret ved uheldet og en af disse døde senere af sine kvæstelser. Et kemisk udslip til en bæk bag fabrikken forårsagede, at et stort antal fisk døde.

## Geografi
Morganton ligger i den centrale del af Burke County i Catawba Valley i de såkaldte foothills i udkanten af Appalacherne. Interstate Highway 40 går gennem den sydlige udkant af byen, mens U.S. Highway 70 går gennem byens centrum parallelt med I-40. U.S. Highway 64 går gennem byen i nord-sydlig retning.
Byen, der ligger 354 m over havets overfalde, har et areal på knap 50 km2, hvoraf hele arealet er land.

## Demografi
Ved folketællingen i 2010 var der 16.918 indbyggere i byen fordelt på 7.618 husholdninger. Befolkningstætheden var 155 indbyggere pr km2. 76 % af indbyggerne var hvide, 13 % var afroamerikanere, 11 % Latinamerikanere mens resten var andre racer. Aldersfordelingen viste, at 21 % var under 18, 9 % var mellem 18 og 24, 29 % mellem 25 og 44, 23 % mellem 45 og 64 og 18 % var 65 eller ældre. For hver 100 kvinder over 18, var der 92 mænd i samme aldersgruppe.
Medianindkomsten for en familie var $ 42.687 og 13,6 % af befolkningen levede under den officielle fattigdomsgrænse.

## I populærkulturen
Morganton er hjemsted for handlingen i Jules Vernes roman Verdens Behersker (Maître du monde) fra 1904. Romanen beskriver Morganton som Verne oplevede den slutningen af det 19. Århundrede. Morganton er stedet hvor mennesker oplever en maskine, der kan rejse i fire retninger (i luften, over vand, under vand og på land).